# Garden City (Alabama)
Garden City és una població dels Estats Units a l'estat d'Alabama. Segons el cens del 2000 tenia 564 habitants.

## Demografia
Segons el cens del 2000, Garden City tenia 564 habitants, 238 habitatges, i 162 famílies. La densitat de població era de 95,5 habitants/km².
Dels 238 habitatges en un 25,6% hi vivien nens de menys de 18 anys, en un 56,3% hi vivien parelles casades, en un 10,9% dones solteres, i en un 31,9% no eren unitats familiars. En el 28,6% dels habitatges hi vivien persones soles l'11,3% de les quals corresponia a persones de 65 anys o més que vivien soles. El nombre mitjà de persones vivint en cada habitatge era de 2,37 i el nombre mitjà de persones que vivien en cada família era de 2,9.
Per edats la població es repartia de la següent manera: un 21,5% tenia menys de 18 anys, un 9,9% entre 18 i 24, un 27% entre 25 i 44, un 24,6% de 45 a 60 i un 17% 65 anys o més.
L'edat mediana era de 38 anys. Per cada 100 dones hi havia 98,6 homes. Per cada 100 dones de 18 o més anys hi havia 89,3 homes.
La renda mediana per habitatge era de 28.000 $ i la renda mediana per família de 37.031 $. Els homes tenien una renda mediana de 25.583 $ mentre que les dones 20.000 $. La renda per capita de la població era de 13.793 $. Aproximadament el 7,4% de les famílies i el 10,7% de la població estaven per davall del llindar de pobresa.

## Poblacions properes
El següent diagrama mostra les poblacions més properes.